# Denmark Motoring
|  | Denne artikel er oprettet af botten Steenthbot ud fra en ekstern database. Den kan derfor have sproglige fejl eller mangler. Denne skabelon kan fjernes efter kontrol af indholdet. |

Denmark Motoring er en dansk dokumentarfilm fra 1970 instrueret af Douglas Warth og efter manuskript af Davis Williams.

## Handling
Med et ungt par i en rød sportsvogn som guide vises det hvor nemt det er at være bilist i Danmark - et godt vejnet med motorveje vises, moderne broer, færgeforbindelser, autohjælp, mange veludstyrede campingpladser, idylliske landsbykroer, hvor det berømte smørrebrød kan indtages, aftenunderholdning i form af dans, barbesøg.